# Kieran Vincent
Kieran Vincent, född 24 november 1997 i Harare, är en zimbabwisk professionell golfspelare som spelar för Liv Golf och på Asian Tour. Han har tidigare spelat på PGA Tour Canada..
Han har vunnit en Asian-vinst.
Innan Vincent blev proffs studerade han på Liberty University och spelade för deras idrottsförening Liberty Flames/Lady Flames.
Han är bror till Scott Vincent.